# Vliegkamp Valkenburg

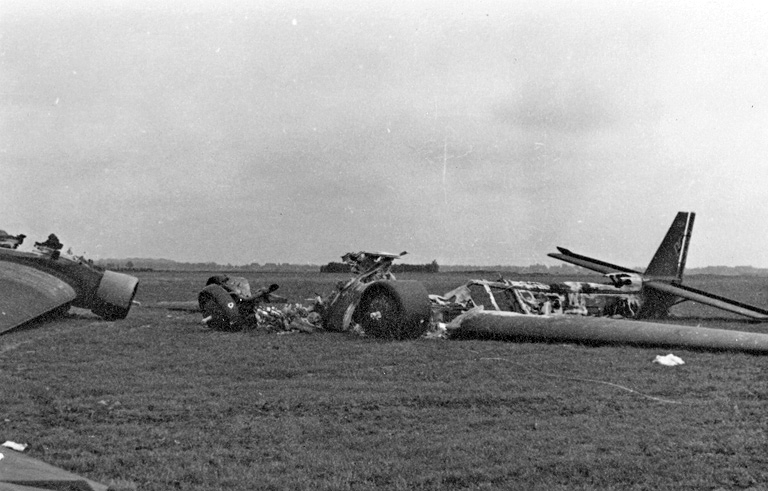
Neergestorte Duitse vliegtuigen op vliegkamp Valkenburg, mei 1940

Vliegkamp Valkenburg (IATA: LID, ICAO: EHVB) was tot 2006 een militair vliegveld in Nederland, in Valkenburg (Zuid-Holland), een dorp dat sinds 2006 deel uitmaakt van de gemeente Katwijk.

## Geschiedenis

### Aanleg
Op 17 april 1939 werd begonnen met de aanleg van het militaire vliegveld Valkenburg. De aanleg ervan werd uitbesteed aan de Nederlandsche Heidemaatschappij die uit de wijde omgeving ruim duizend, voornamelijk werkloze, arbeiders aantrok om de klus te klaren. De aanleg geschiedde in het kader van een werkverschaffingsproject.

### Fliegerhorst
Tijdens de Duitse invasie in mei 1940 is om het vliegveld zwaar gevochten hoewel het nog werd bemalen en niet vlieggereed was. Dit laatste was de Duitse plannenmakers kennelijk niet bekend. Duitse parachutisten veroverden op 10 mei 1940 het vliegveld. Vervolgens strandden 57 gelande Luftwaffe transportvliegtuigen van het type Ju 52 in de zachte grond. Het gevolg was dat, toen het eerste transportvliegtuig landde, het al meteen werd afgeremd door de zachte bodem. Zich van niets bewust en met een vooraf aangegeven hoge frequentie landde het volgende toestel. Toen men het eerste toestel nog bij het begin van de landingsbaan zag staan was het kwaad al geschied want transportvliegtuig nummer twee boorde zich in nummer één. Dit herhaalde zich nog een aantal malen alvorens men doorhad wat er bij het landen op het vliegveld plaatsvond. Voor zover mogelijk heeft men de nog aanvliegende toestellen gedirigeerd naar het strand tussen Scheveningen en Katwijk. De toestellen maakten daar een inderhaast aangegeven noodlanding. Tot aan het bekend worden van dit mislukte aanvalsplan, vele jaren later, hebben Scheveningse en Katwijkse getuigen zich afgevraagd waarom de Duitsers op het strand waren geland. Het had voor de Duitsers toch wel zwaarwegende consequenties omdat deze operatie deel uitmaakte van het plan om met de vele aangevoerde militairen met hoge snelheid door te steken naar Den Haag om daar zowel het vorstenhuis als het kabinet gevangen te kunnen nemen. Tegen de avond werd het door de Nederlandse strijdkrachten weer terugveroverd. Bij de felle strijd sneuvelden veel militairen. Na de Tweede Wereldoorlog werd een aantal militairen onderscheiden met de Willems-Orde waaronder Majoor Jan Mallinckrodt.
De bezetters bouwden het vliegveld verder af en namen het in gebruik als "Fliegerhorst Katwijk". Zij stationeerden er vanaf het najaar van 1940 tot in april 1942 bijna alleen maar eenmotorige jachtvliegtuigen. De belangrijkste taak was de luchtverdediging van de kuststreek en het begeleiden van scheepskonvooien op de Noordzee. Tot 1943 werd Valkenburg in gebruik gehouden als hulpbasis, daarna maakten de Duitsers het vliegveld volledig onbruikbaar.
Van 30 april tot en met 7 mei 1945 vonden boven vliegveld Valkenburg voedseldroppings plaats door Lancasters van de RAF en B17G-toestellen van de USAAF. In de operaties Manna en Chowhound werden in totaal in acht dagen 5500 voedselvluchten uitgevoerd. Hierbij werd 11.000 ton aan voedsel en goederen uitgeworpen, waarvan 252,3 ton boven Vliegkamp Valkenburg.
Na de bevrijding kwamen 600 Canadezen van de Royal Engineers (RE 66) naar het vliegveld om het te herstellen. Binnen een week was het vliegveld weer operationeel.

### Marine Vliegkamp Valkenburg (MVKV)

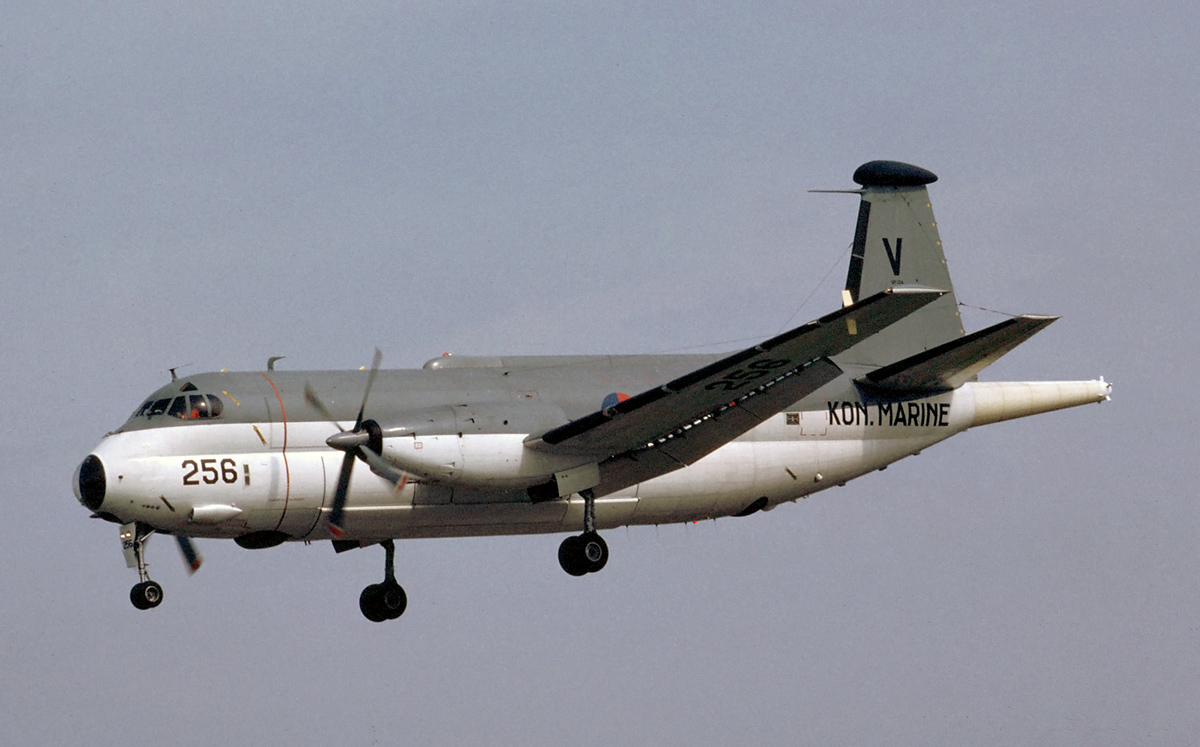
Breguet Atlantic zet landing in op Valkenburg

In 1946 werd op Valkenburg de nr.1 Transport Vliegtuig Afdeling (TransVA) opgericht van de Luchtmacht. Omdat de Marine Luchtvaartdienst (MLD) in Nederland geen bruikbare basis meer had, besloot de regering om Valkenburg aan de marine over te dragen. Op 15 oktober 1947 werd het veld omgedoopt tot Marinevliegkamp Valkenburg (MVKV). De eerste jaren was de MLD volop in opbouw en had een groot aantal vliegtuigtypen in dienst. Deze waren veelal gratis verstrekt uit overtollig geworden geallieerde voorraden.
Tijdens de watersnoodramp in februari 1953 diende het MVKV als centrum voor de Opsporings- en Reddingsdienst. De MLD bezat toen de enige Sikorsky S-51-helikopter in Nederland.
In de jaren 1950 en 1960 fungeerde het MVKV als onderhoudsfaciliteit voor de vliegtuigen en helikopters van het vliegkampschip Hr.Ms. Karel Doorman en als dit schip in de haven lag was het veld overvol. Na de verkoop van dit schip in 1968 veranderde dit echter; het aantal vliegtuigtypen werd terugbracht naar de onderzeebootbestrijders Lockheed Neptune en Breguet Atlantic. Dit betekende een grote personeelsafname.
Vanwege aankoop van 13 Lockheed P-3 Orions werd het MVKV in de periode 1980-1982 gemoderniseerd. De Orions vervingen vanaf 1982 de verouderde Neptunes en in 1984 ook de Atlantics en ook dit ging weer gepaard met een aanzienlijke personeelsreductie.
In 1990 werd het MVKV aangewezen als regeringsvliegveld en daarmee de officiële ontvangstplek voor buitenlandse staatshoofden en VIP’s.
De steeds verder doorgevoerde bezuinigingen op Defensie leidden ten slotte het einde van de MLD en Vliegkamp Valkenburg. In 2004 werden de juist geüpgradede Orions aan de Duitse marine en de nog niet gemoderniseerde aan Portugal verkocht en op 1 januari 2006 werd het Vliegkamp Valkenburg opgeheven.

### Sluiting
De squadrons 320 en 321 zijn opgeheven en de P-3C Orions zijn verkocht aan Duitsland en Portugal. De vliegbasis is sinds juli 2006 gesloten. Wel konden hobbyisten nog even gebruikmaken van een deel van het vliegveld voor zweef- en modelvliegtuigen.

## Nieuwe bestemming
Het voormalige vliegkamp kreeg in 2012 de bestemming woon-, werk- en recreatiegebied. Anno 2025 is er echter geen aanvang gemaakt met voorbereidingen voor grootschalige huizenbouw. De Raad van State buigt zich over de vraag of vergunning voor woningbouw verstrekt kan worden in verband met de te verwachten uitstoot van stikstof. Door de internationaal snel zorgelijker worden veiligheidssituatie en de behoefte van Defensie, de voormalige eigenaar, aan terreinen werd het in 2025 niet uitgesloten dat het vliegveld weer in gebruik zal worden genomen en woningbouw daarom niet zal kunnen plaatsvinden.
Sinds 2016 wordt een groot deel van de voormalige vliegbasis in gebruik genomen door Unmanned Valley. Dat is een project van de gemeente Katwijk en de TU Delft om onderzoek naar dronetechnologie en andere geavanceerde techniek regionaal te stimuleren.
Een van de hangars is verbouwd tot theater: De Theaterhangaar. Hier is op 30 oktober 2010 de musical Soldaat van Oranje in première gegaan. Dat is sinds eind 2013 de langst lopende voorstelling ooit met anno 2017 meer dan 1095 voorstellingen. Sinds de première is elke voorstelling uitverkocht en zagen tot in mei 2019 ruim 2,9 miljoen mensen de voorstelling.

## Archeologie en bebouwing
Archeologen zijn in begin 2010 gestuit op sporen uit de late steentijd. Het gehele vliegkamp is in kaart gebracht, waardoor dit het grootste onafgebroken archeologisch onderzoekgebied in Nederland is. Er wordt niet alleen onderzocht wat er in de grond zit, ook wat er mogelijk beschermd moet worden, voordat er bebouwing plaatsvindt.
De barakken, die voorheen een militaire functie hadden, zijn door gemeente Katwijk aangewezen als gemeentelijk monument. Hetzelfde geldt voor de antitankgracht. Op dit moment wordt bekeken welke andere functies de barakken kunnen krijgen, zodat ze voor de toekomst duurzaam bewaard blijven. 
In 2020 werden op het terrein delen terug gevonden van een groot Romeins fort. Er zijn onder meer een Romeinse spitsgracht, een verdedigingswal en verschillende houten funderingen van vermoedelijke wachttorens of een poortgebouw ontdekt. De spitsgracht is tot dusver over een lengte van 380 m teruggevonden. Het geheel is wellicht een onderdeel van een groot Romeins legerkamp of misschien zelfs een fort. De precieze grootte en de inrichting van het kamp is nog niet volledig vastgesteld, maar de site wordt zeer groot geschat. Archeologen durven voorzichtig speculeren dat het gaat om een fort van grote omvang, mogelijk de vestigingsplaats van een volledig legioen. "Als de wal zich overal langs de spitsgracht heeft bevonden, is er sprake van een zeer groot kamp, van minstens 8 ha, waar duizenden soldaten gehuisvest konden worden. Dit moet nog onderzocht worden," zeggen de archeologen van Archol/ADC Archeoprojecten.
Bij archeologische opgravingen in juli 2019 naast het voormalige Vliegkamp is de inscriptie COH II CR gevonden op een paal van een oude Romeinse weg, wat staat voor Cohors II Civium Romanorum. Het dateert uit 125 n.Chr.

## Overige activiteiten
De Aero Club Valkenburg (ACV) - Motorzweefvliegen; Zuid-Hollandse Vlieg Club (ZHVC) - Zweefvliegen; Leidsche Luchtvaart Club(LLC) - Modelvliegen; Model Vlieg Klub Valkenburg (MVKV) - Modelvliegen; Opleidingscentrum voor dronepiloten.
Op 4 april 2011 werd het terrein van het voormalige vliegveld gebruikt voor de presentatie van de zogenaamde Superbus door Wubbo Ockels.
Op 15 januari 2012 werd het terrein gebruikt voor de We are many, we are SAAB meeting. Een evenement waarbij honderden Saab-enthousiasten met hun bolides samenkomen om hun automerk een warm hart toe te dragen. Tevens was Victor Muller (voormalig CEO van SAAB) aanwezig voor een korte toespraak.
Een deel van het vliegkamp werd tijdens de Nuclear Security Summit 2014 tijdelijk weer gebruikt als vliegbasis, voor onder meer Apache-gevechtshelikopter en politiehelikopters. Voor de bijeenkomst kwamen 58 wereldleiders naar Den Haag, waaronder de Amerikaanse president Barack Obama.
Sinds 2011 werden de start- en landingsbanen ook gebruikt door DayVtec engineering voor het testen van hun race- en rallywagens. 
De start- en landingsbanen zijn inmiddels (vanaf 2013) verwijderd in afwachting van de bouwactiviteiten voor de nieuwe Katwijkse wijk die op de locatie MVK moet verrijzen.
In 2021 is door de provincie Zuid-Holland formeel het vliegveld (de luchtvaartregeling) opgeheven.
In 2024 vonden opnames plaats voor de film iHostage in een van de hangaars van het voormalige vliegveld. Voor binnenopnames werd er een winkel volledig nagebouwd.
Voor de NAVO-top in 2025 is het vliegkamp tijdelijk weer in gebruik genomen als FOB (Forward Operating Base) als uitvalsbasis voor Apache helicopters.

## Documentaire
Jaap Arnoldus en Peter Inthorn maakten de twintigdelige documentaire 'Terg mij niet' over Vliegkamp Valkenburg. Deze is in 2010 op dvd gezet en in Katwijk bij verschillende boekhandels te koop. Daarbij zijn oude foto's en historisch filmmateriaal gebruikt en zijn interviews afgenomen met een vijftiental oud-MLD-militairen. 
In 2021 maakten filmmakers Reanne van Kleef en Tess van Kooperen samen met archeoloog Ruurd Kok een vijfdelige documentaire over het vliegveld. In de documentaire "Het Verdwenen Vliegveld" wordt het verhaal van het vliegkamp tijdens de Koude Oorlog belicht. Oud-marinepersoneel vertelt over hun werk bij het opsporen van Russische onderzeeërs en protesten tegen kernwapens, maar ook over het sociale leven op het vliegkamp en de plotselinge sluiting. Er is gefilmd op locaties die niet voor het publiek open zijn en gesproken met onder andere de laatste commandant en de eerste vrouwelijke TACCO. De documentaire was te zien bij Omroep West, Sleutelstad, RTV Katwijk en in het programma "Noord-Zuid-Oost-West" van Omroep Max. De volledige documentaire is op YouTube beschikbaar. Van dezelfde makers verschijnt in het najaar van 2023 een vervolg over de sporen uit de Tweede Wereldoorlog en de betekenis van deze sporen. 

## Galerij

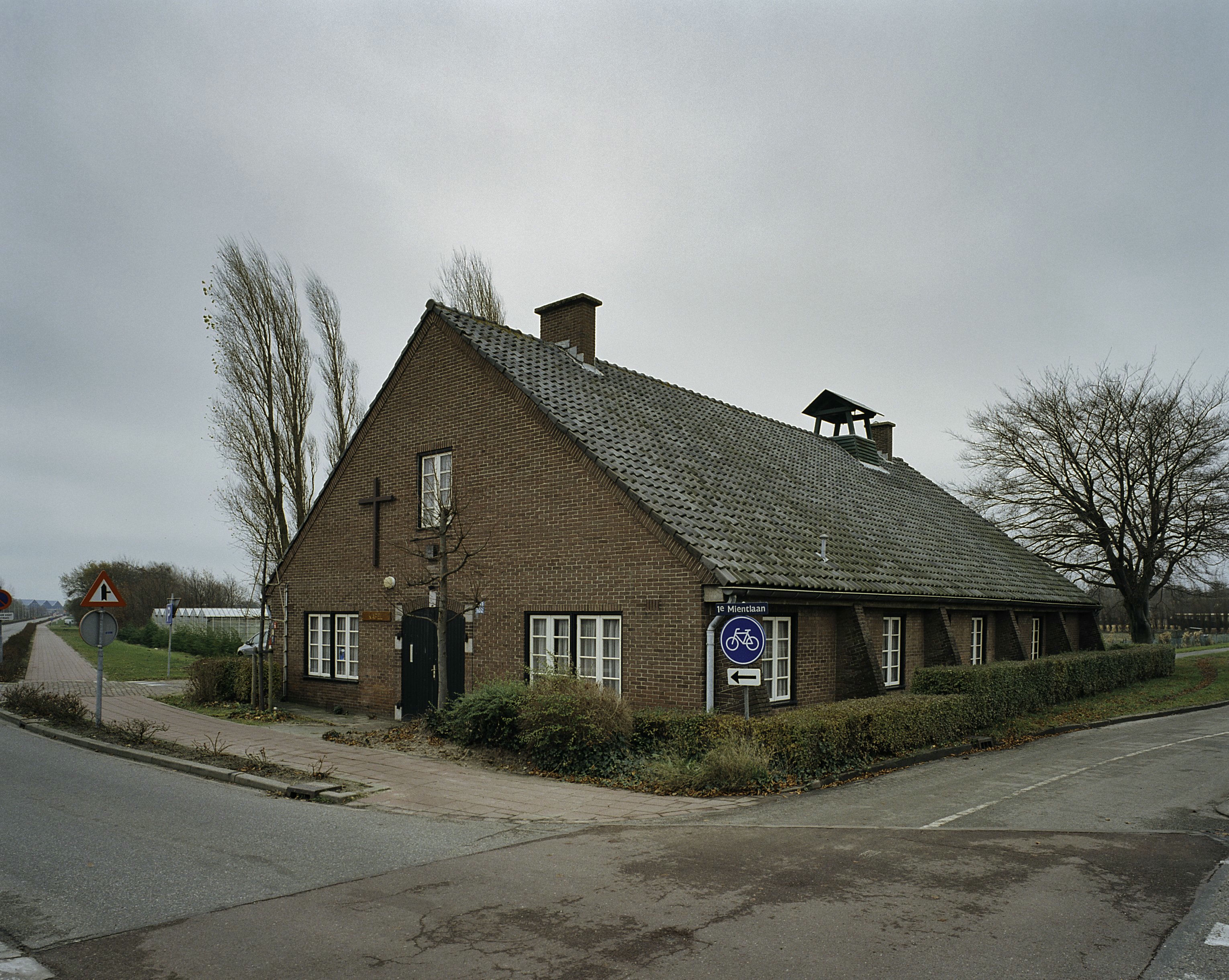
Voormalige kapel van het vliegkamp, Wassenaarseweg, hoek 1e Mientlaan (richting ingang voormalig vliegveld) Gemeentelijk monument nr. 0537/VKV01.
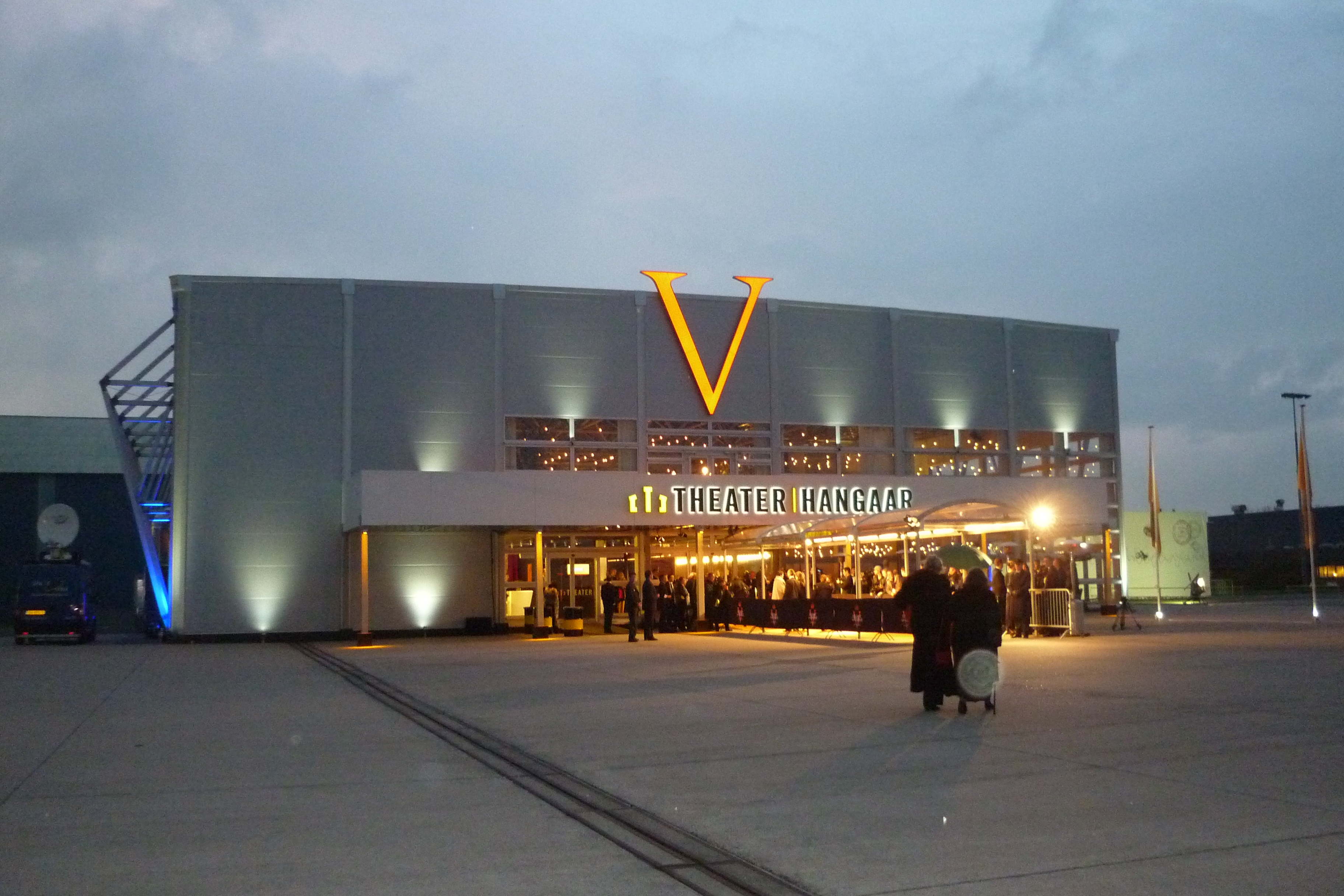
TheaterHangaar (Soldaat van Oranje).